# Anna Wing
Anna Eva Lydia Catherine Wing (ur. 30 października 1914 w Londynie, zm. 7 lipca 2013 tamże) – angielska aktorka filmowa i telewizyjna.

## Filmografia
Seriale TV
- 1955: ITV Play of the Week jako matka
- 1963: Doktor Who jako Anatta
- 1972: Van der Valk jako dozorczyni
- 1982: Ludzie Smileya jako kobieta w Westbourne Terrace
- 2000: Lekarze jako Grace Moore

Filmy fabularne
- 1963: Billy kłamca jako pani Crabtree
- 1973: Dom lalki jako Anne-Marie
- 1975: Nagi urzędnik jako starsza pani
- 1977: Opatrzność jako Karen
- 1983: Xtro jako pani Goodman
- 2007: Syn Rambow jako babcia

## Odznaczenia
- 2009: Order Imperium Brytyjskiego[potrzebny przypis]